# Тараненко Валерія Несторівна
Валерія Несторівна Таране́нко (нар. 30 березня 1935, Вільховець — пом. 1978, Київ) — українська радянська художниця тканин і килимів, член Спілки радянських художників України.

## Біографія
Народилася 30 березня 1935 року в селі Вільховці (нині Обухівський район Київської області, Україна). У 1956 році закінчила Львівське училище прикладного мистецтва. Працювала у системі художніх промислів. 

## Творчість
Створювала малюнки для вишивок, декоративних тканин та килимів. Серед робіт — килими з орнаментальними та сюжетно-тематичними композиціями:
- «Килим з півнем» (1970);
- «Килим з павичем» (1970);
- «Дерево життя» (1970);
- «До котовців» (1971);
- «Квіти і птиці» (1971).